# Gottfried Borninck
Gottfried Borninck, latinisiert nach seiner Herkunft auch Gotfridus de Nym (* um 1373 in Nieheim; † 8. Mai 1453 in Hildesheim), war ein norddeutscher Kleriker und eine führende Persönlichkeit der Frömmigkeitsbewegung Devotio moderna, die eine mystische Christusbeziehung mit asketischer und demütiger Lebensführung zu verbinden suchte. Er war ein Vertrauter des Klosterreformers der Windesheimer Kongregation Johannes Busch und die treibende Kraft bei der Gründung der Herforder und der Hildesheimer Niederlassung der Brüder vom gemeinsamen Leben. Etwa von 1416 bis 1426 lebte er im Herforder Konvent, später in der Hildesheimer Neugründung. Die Hildesheimer Fraterherren Bernhard von Büderich und Peter Dieburg beschreiben ihn in ihren Chronikwerken als Leitfigur der Bewegung durch seine hingebende Arbeit in der Buchherstellung, seine visionäre Christusschau und sein charismatisches seelsorgerisches Wirken.